# 6439 Tirol
6439 Tirol è un asteroide della fascia principale. Scoperto nel 1988, presenta un'orbita caratterizzata da un semiasse maggiore pari a 3,1813250 UA e da un'eccentricità di 0,0829797, inclinata di 19,10847° rispetto all'eclittica.